# Dierenrechten

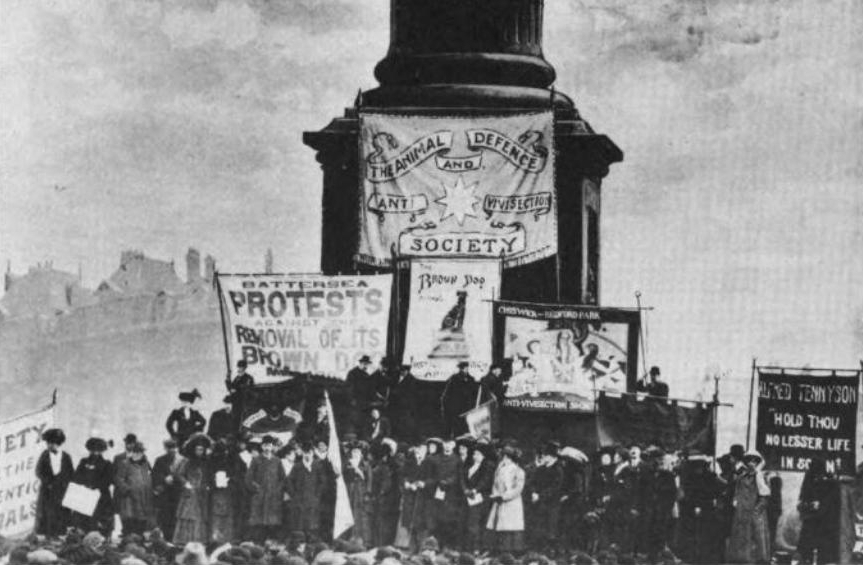
Demonstratie tegen vivisectie in Londen, 1910

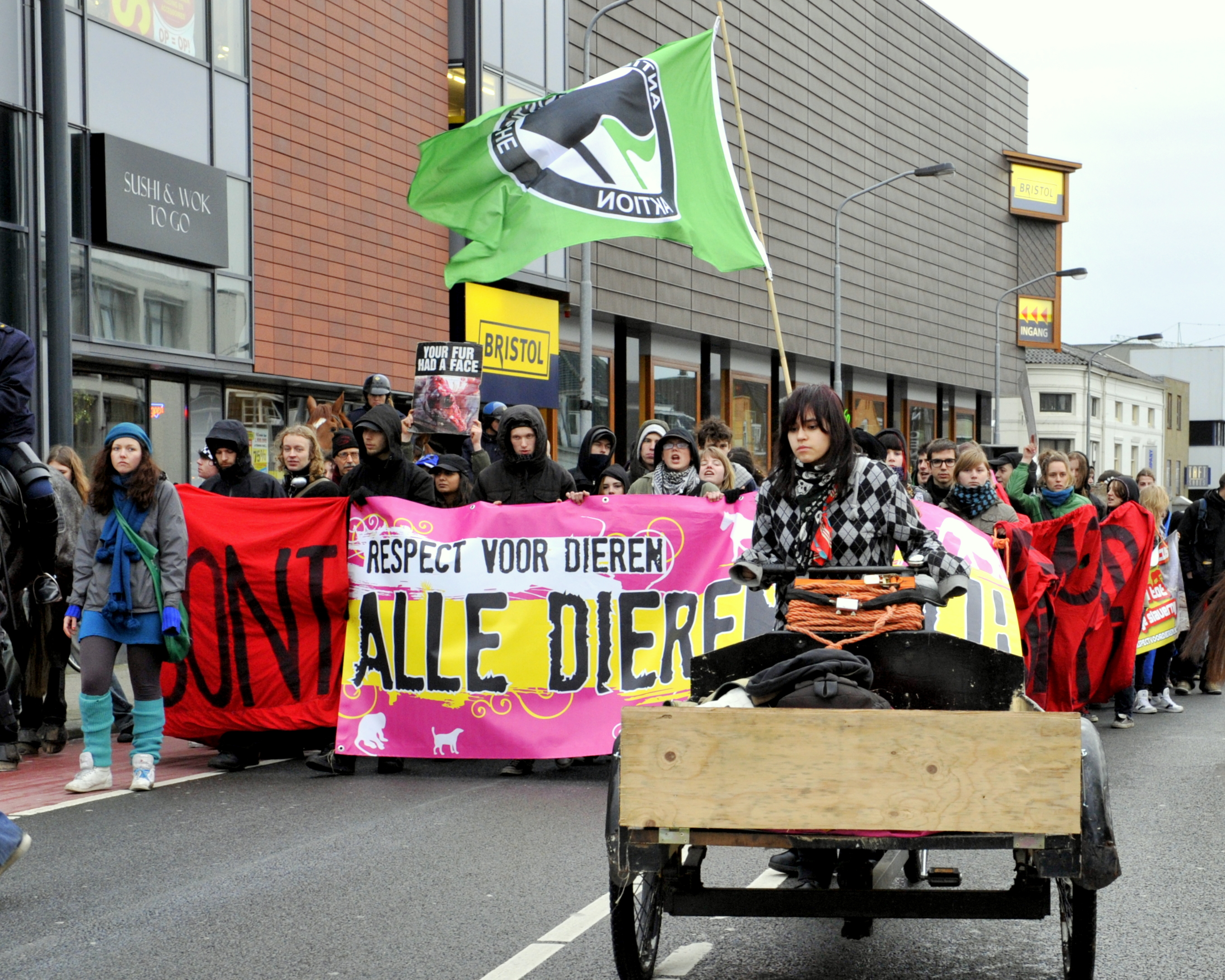
Dierenrechtendemonstratie in Zaandam, 2008

Dierenrechten verwijst naar het toekennen van subjectieve rechten aan alle dieren en niet alleen aan mensen. Voorstanders wijzen erop dat dit irrationeel is. Het niet toekennen van een morele waarde en basisrechten aan andere diersoorten dan de mens wordt ook wel speciesisme genoemd. Velen in de dierenrechtenbeweging vinden dat we dieren niet als eigendom mogen zien, dat dieren niet misbruikt mogen worden, niet mishandeld mogen worden en niet gedood mogen worden voor plezier (ook niet in het kader van de jacht), voedsel, of kleding.
In het huidige recht worden dieren in beginsel gezien als objecten waarop eventueel eigendom uitgeoefend kan worden. De huidige wetgeving is er dan ook vooral op gericht om deze eigendomsrechten te beschermen, of om onnodige wreedheden tegen dieren te bestrijden. Daarnaast bestaat er wetgeving gericht op dieren om de voedselvoorziening veilig te stellen en uitbraak van ziekten te voorkomen.
In Duitsland bevat de grondwet al een grondrecht voor dieren sinds 2002.

## Filosofie

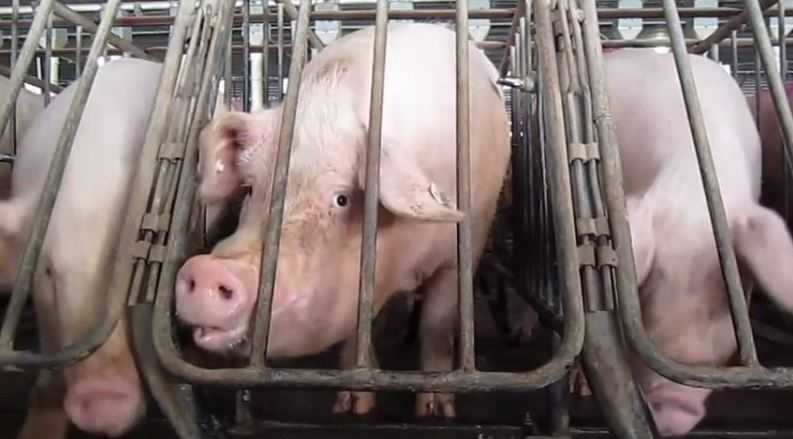
De behandeling van vee in de bio-industrie is een belangrijk mikpunt van dierenrechtenactivisten

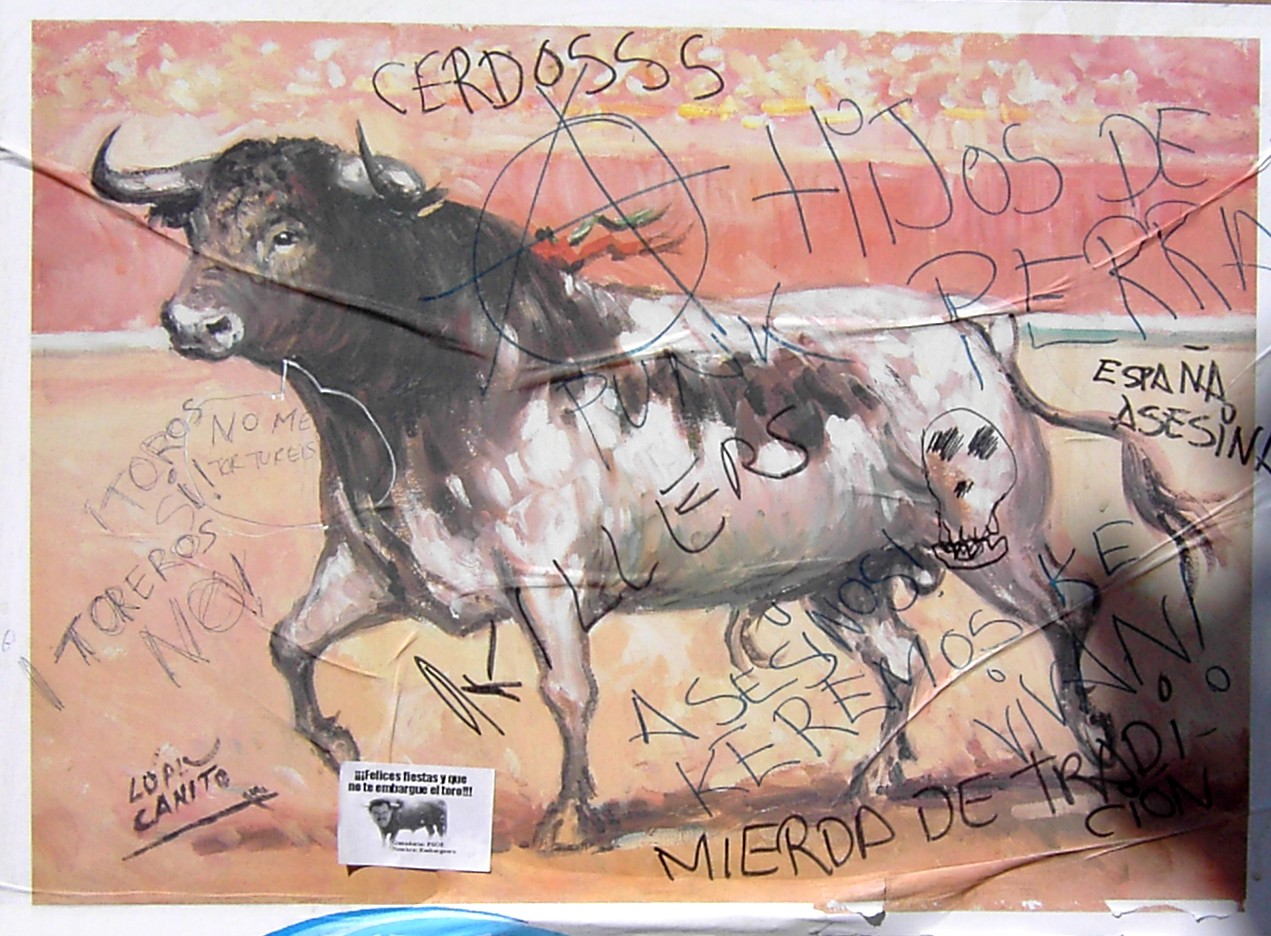
Een door tegenstanders bekladde advertentie voor stierenvechten in Spanje

Peter Singer en Tom Regan zijn de bekendste pleitbezorgers van dierenemancipatie, al hebben ze elk hun eigen filosofische benadering. Een derde belangrijke denker is Gary Francione, die de abolitionistische visie vertegenwoordigt: dieren moeten, net als mensen, het fundamentele recht hebben om niet als menselijk eigendom te worden behandeld.
Daar waar het streven naar grondrechten voor ook dieren volgens sommigen de concrete uitwerking is van de notie dat de mens verantwoordelijkheid draagt voor het welzijn van dieren, is dit volgens anderen iets dat veel verder gaat dan het streven naar dierenwelzijn (in de vorm van strafrechtelijke bepalingen en particuliere dierenbeschermingsactiviteiten).
De notie dat dieren in se rechten hebben wordt niet door iedereen aanvaard.
Mensen kunnen in verschillende mate opkomen voor het welzijn van dieren. Zo zetten sommigen zich in ter voorkoming van onnodig leed van dieren (bijvoorbeeld in de cosmetica-industrie, de farmaceutische industrie en de bio-industrie) terwijl anderen veel verder gaan en bijvoorbeeld alle vormen van vertoningen of wedstrijden met dieren willen verbieden (bijvoorbeeld in circussen, dierentuinen of privé-parken).

## Classificatie
Dat dieren bepaalde rechten hebben, wil niet noodzakelijkerwijs zeggen dat mens en dier in alle aspecten gelijkwaardig zouden zijn. Ook wordt meestal een onderscheid gemaakt tussen de rechten van zelfbewuste dieren en die van andere levensvormen. Onder diegenen die de mening zijn toegedaan dat dieren per se rechten hebben, vindt een deel ervan dat alleen de meer zelfbewuste dieren recht van zelfbeschikking op hun lichaam hebben. Dit heeft als gevolg dat deze dieren niet voor voedseldoeleinden gebruikt behoren te worden. Een minderheid van de dierenrechtenaanhangers zou dit recht aan alle dieren willen toekennen en wil het menselijk gebruik van dieren voor onder meer voedsel, kleding, dierproeven en vermaak verminderen of helemaal afschaffen.

## Dierenwelzijn en rechtszaken
Het concept dierenwelzijn gaat vooraf aan het eventuele toekennen van bepaalde rechten aan dieren. Door een inschatting te maken van de kwaliteit van het dierenwelzijn kan bepaald worden of en in welke mate aan een bepaalde diersoort bepaalde rechten toegekend zouden moeten worden. In het Belgische goederenrecht werd vanaf 1 september 2021 erkend dat dieren “een gevoelsvermogen en biologische noden” hebben.
Toch stuiten rechtszaken uit naam van een dier vaak op het bezwaar dat menselijke rechten niet zonder meer toepasbaar zijn op dieren. Dat was het motief waarom een Amerikaanse rechtbank in 2012 de klacht verwierp in een zaak van vermeende “slavernij” en “vrijheidsberoving” van orka’s in een waterpark. Maar in Islamabad (Pakistan) beval een rechtbank in 2020 de vrijlating van Kaavan, een vereenzaamde Aziatische olifant die in een dierentuin was vastgeketend. Het dier kon verhuizen naar een reservaat in Cambodja na een campagne met de steun van de Amerikaanse zangeres Cher.

## Bekende voorvechters van dierenrechten

### Personen

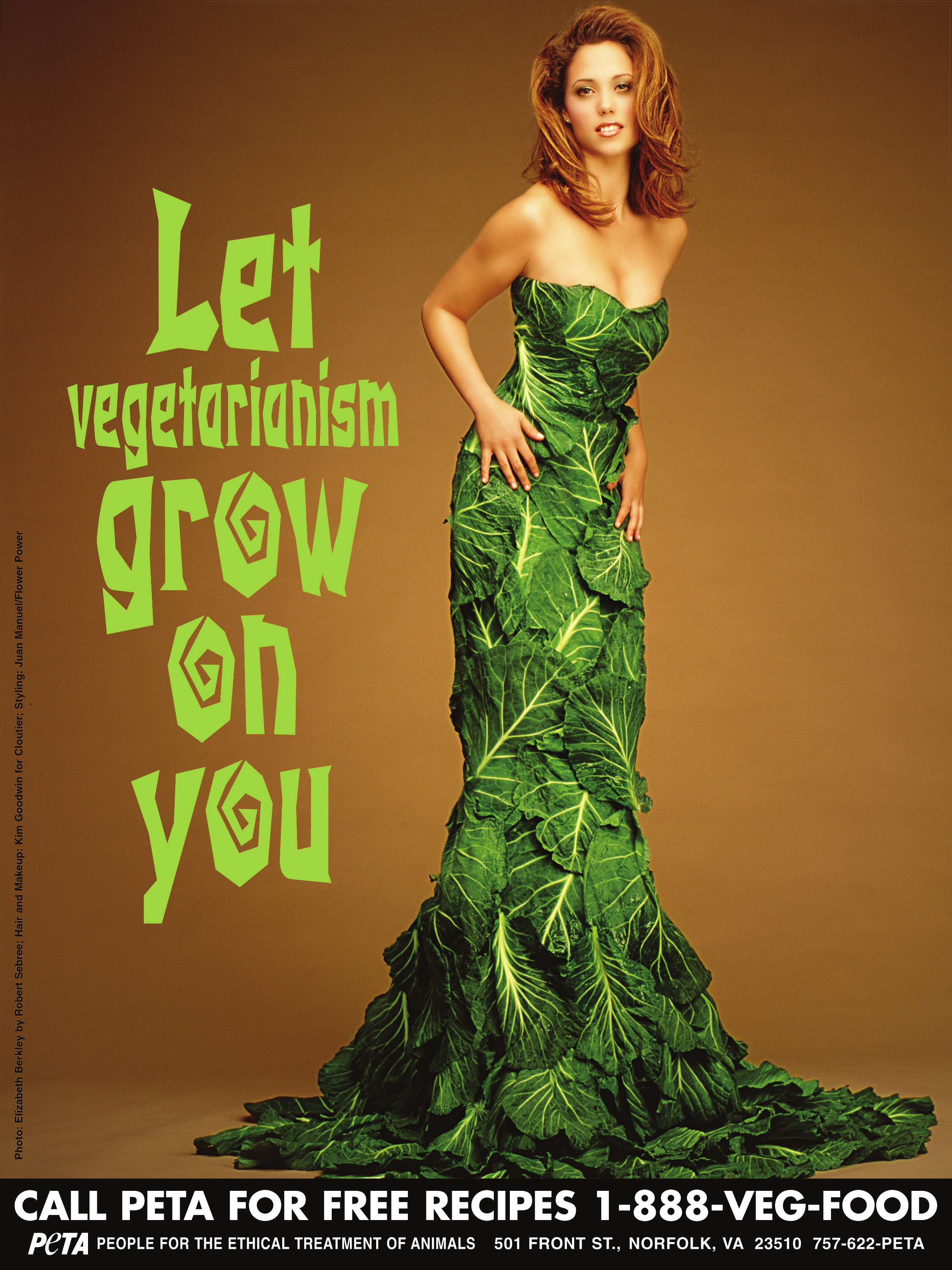
Actrice Elizabeth Berkley op een affiche van People for the Ethical Treatment of Animals (PETA) ter promotie van vegetarisme

- Gary Lawrence Francione, Amerikaans jurist en filosoof.
- Pamela Anderson, Amerikaanse actrice en model. Woordvoerster voor PETA.
- Brigitte Bardot, Frans actrice en model.
- Bob Barker, Amerikaans presentator.
- Jeremy Bentham, Engels filosoof die via zijn utilitarisme voor dierenrechten claimde.
- Floris van den Berg, Nederlands filosoof. Hij schreef onder andere De vrolijke veganist.
- Paul Cliteur, Nederlands filosoof en rechtsgeleerde op het gebied van dierenrechten.
- Doris Day, Amerikaans actrice.
- Ellen DeGeneres, Amerikaans presentatrice.
- Ricky Gervais, Engels komiek en acteur. Spreekt zich regelmatig uit tegen dierenmishandeling.
- Jane Goodall, primatoloog en activist.
- Dion Graus, Tweede Kamerlid voor Partij voor de Vrijheid. Dierenambassadeur en grondlegger van de Dierenpolitie.
- Volkert van der Graaf, Nederlands dierenrechtenactivist.
- Woody Harrelson, Amerikaans acteur.
- Femke Halsema en Ineke van Gent, Tweede Kamerleden voor GroenLinks en indieners van het voorstel om dierenrechten in de Grondwet op te nemen.
- Paul McCartney, Engels muzikant van The Beatles, en diens echtgenote Linda McCartney, oprichter van het vegetarische voedselmerk Linda McCartney Foods.
- Rod McKuen, Amerikaans dichter en zanger.
- Moby, Amerikaans muzikant die veel politieke statements maakt, onder meer over veganisme.
- Morrissey, Engels zanger van The Smiths. Schrijver van het album en de gelijknamige klaagzang Meat is murder.
- Joaquin Phoenix, Amerikaanse acteur. Woordvoerder voor PETA.
- Tom Regan, Amerikaanse filosoof en professor emeritus van filosofie. Hij schreef onder andere The case for animal rights samen met Peter Singer.
- Arthur Schopenhauer, Duits filosoof die schreef over morele rechten voor dieren en zich tegen vivisectie keerde.
- Peter Singer, Australische filosoof en professor in bio-ethiek. Hij schreef onder andere Animal liberation.
- Marianne Thieme, Nederlands politica, auteur en fractievoorzitter van de Partij voor de Dieren.
- Michel Vandenbosch, Belgisch directeur van GAIA.
- Ine Veen, Nederlands actrice, ballerina en auteur.

### Juridische en wetenschapsgerichte dierenrechtenorganisaties

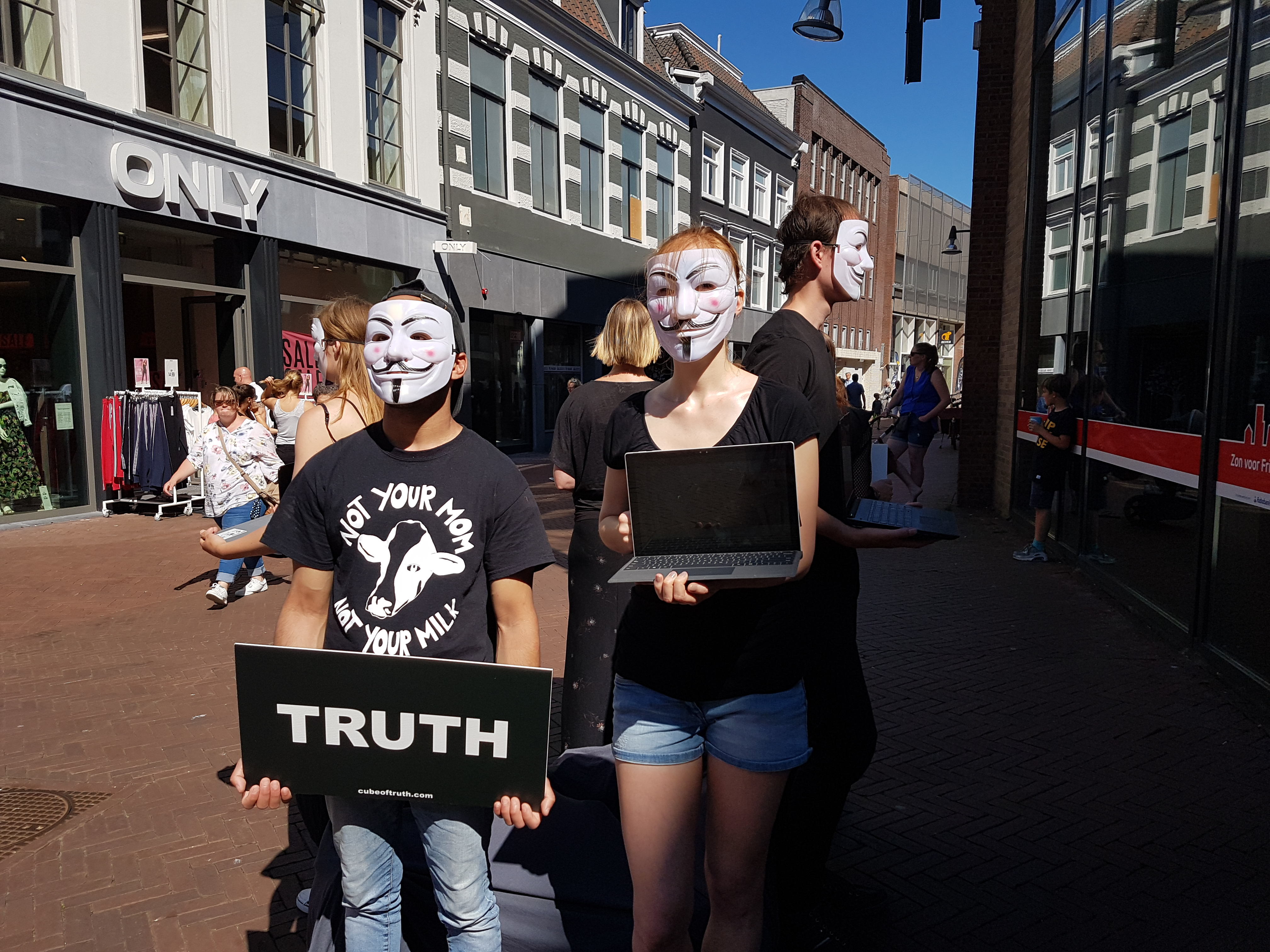
De groep Anonymous for the Voiceless zet zich o.a. in voor veganisme in Leeuwarden door een stil protest op straat.

- People for the Ethical Treatment of Animals (PETA)
- Stichting Animal Freedom

### Activistische dierenrechtenorganisaties
- Animal Liberation Front
- Animaux en Péril
- Animal Rights
- Bite Back
- Een Dier Een Vriend
- Global Action in the Interest of Animals (GAIA)
- People for the Ethical Treatment of Animals (PETA)
- Respect voor Dieren (RvD)

### Dierenwelzijnsorganisaties
- Bont voor Dieren
- Dier&Recht

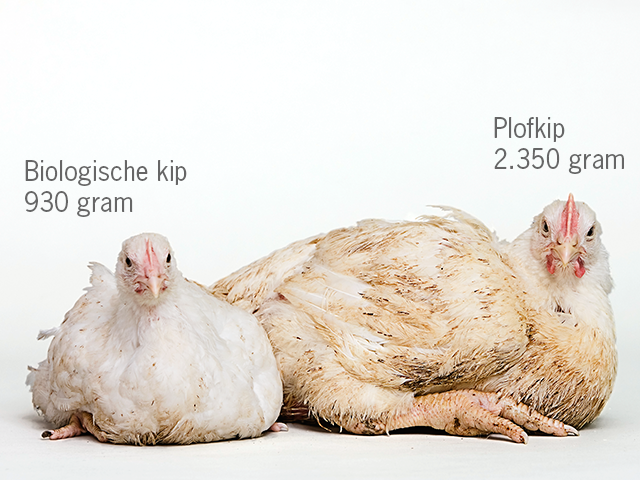
Advertentie van Wakker Dier over de plofkip

- CAS International (het voormalige Comité Anti-Stierenvechten)
- De Dierenbescherming
- Koningin Sophia-Vereeniging tot Bescherming van Dieren
- Stichting Dierennood
- Stichting Proefdiervrij
- Stichting Rechten voor al wat leeft
- Stichting Stem voor Dieren (educatie)
- Stichting Save The Moonbears
- Stichting Zinloos Geweld Tegen Dieren
- Varkens in Nood
- Wakker Dier
- World Animal Protection
- Dharma Voices for Animals (DVA)

### Politieke partijen
- Partij voor de Dieren (Nederland)[6]
- DierAnimal (België)
- Die Tierschutzpartei (Duitsland)
- V-Partei3 (Duitsland)
- Veganerpartiet (Denemarken)
- Parti Animaliste (Frankrijk)
- Rassemblement des écologistes pour le vivant - REV (Frankrijk)
- Partido Animalista - PACMA (Spanje)
- Partito Animalista Italiano (Italië)
- Animal Welfare Party (Verenigd Koninkrijk)
- Party for Animal Welfare (Ierland)
- Pessoas-Animais-Natureza - PAN (Portugal)
- Djurens parti (Zweden)
- Eläinoikeuspuolue - EOP (Finland)
- Tierpartei Schweiz (Zwitserland)
- Animal Party Cyprus (Cyprus)
- Justice for All party (Israël)
- Trees Party (Taiwan)
- Animal Protection Party of Canada (Canada)
- Humane Party (Verenigde Staten)
- Partido ANIMAIS (Brazilië)
- Animal Justice Party (Australië)